# Rivula aenictopis
Rivula aenictopis là một loài bướm đêm trong họ Erebidae.